# Корални гребен
Корални гребен је структура у облику гребена у мору, коју творе жарњаци и која с временом постане довољно велика да има значајан еколошки и физички утицај на своју околину. То су највеће структуре изграђене од живих организама на свету. Укупна површина коралних гребена износи 600.000 km², а на Малдивима се гребени издижу до 2.200 m изнад морског дна. Корални гребени су се први пут појавили пре 485 милиона година, у зору раног ордовиција, истиснувши микробне и сунђерасте гребене камбрија.
Корални гребени су претежно изграђени од корала из групе Scleractinia, али у изградњи гребена суделују и ватрени корали (Millepora), као и плави корали (Heliopora coerulea) у тропском Индопацифику. Scleractinia могу опстати од великих дубина до плићака, све до површине мора. Они током много векова изграђују структуру гребена од својих скелета састављених од калцијум карбоната. Корални гребени су комплексни морски екосистеми. Они су биотоп (подручје живота) биоценозе (заједнице живих бића) која се састоји од биљака и животиња, на пример црва, шкољки, сунђера, бодљокошца и ракова. Корални гребени имају значајну улогу као „одгајалишта“ за потомке риба које настањују отворена мора. Корално острво настаје кроз дуготрајне промене нивоа воде. Будући да корални гребен може расти само до морске површине, каснијим спуштањем нивоа воде или издизањем дна настаје једно или више острва, обично у облику атола. Већина корала који граде коралне гребене живи у мутуалистичком односу са посебном врстом фотосинтетичке алге Zooxanthelle. Алга добија материје за фотосинтезу од корала, као и место за живот, а истовремено га снабдевајући неопходним једињењима за живот, глукозом, аминокиселинама, глицеролом. Корали својом метаболичком активношћу усложњавају ова проста једињења чиме добијају материјал за обављање свих животних функција. Улога Zooxanthelle је да обезбеђују непрекидно кружење материја. Боја корала долази, у ствари, од алги, чинећи корале јединственим екосистемом.
Понекад називани кишним шумама мора, плитки корални гребени чине неке од најразноврснијих екосистема на Земљи. Заузимају мање од 0,1% површине светског океана, око половине површине Француске, а ипак пружају дом за најмање 25% свих морских врста, укључујући рибе, мекушце, црве, ракове, бодљокошце, сунђере, плаштњаке и друге жарњаке. Корални гребени цветају у океанским водама које пружају мало хранљивих материја. Најчешће се налазе на малим дубинама у тропским водама, али дубоководни и хладни корални гребени постоје у мањим размерама у другим областима.
Корални гребени су опали за 50% од 1950. године, делом зато што су осетљиви на услове воде. Они су под претњом од вишка хранљивих материја (азота и фосфора), повећања садржаја топлоте у океану и закисељавања, прекомерног риболова (на пример, због риболова експлозивима, риболова цијанидом, подводног скуба риболова), употребе крема за сунчање, и штетних пракси коришћења земљишта, укључујући отицање и процуривање (нпр. из инјекционих бунара и септичких јама).
Корални гребени пружају услуге екосистема за туризам, рибарство и заштиту обале. Годишња глобална економска вредност коралних гребена процењена је на око 30–375 милијарди америчких долара (процене из 1997. и 2003.године) до 2,7 билиона долара (процена из 2020. године) до 9,9 билиона долара (процена из 2014. процена).
Корали су врло продуктивни екосистеми и битни су, не само за врсте којима су станиште, већ и за човека. Да су корали од великог еколошког значаја, указују следеће чињенице:
- Риболов – за скоро четвртину свих светских риба, корални гребени су станиште. Од присуства корала зависи колико ће бити квалитетно одгајене рибе које се касније лове и чине основно средство за бројне животне заједнице људи у светском приобаљу.
- Туризам – због свог предивног изгледа, основа су туризма који омогућава изванредну зараду. Добрим еколошким менаџментом је могуће учинити ова места одрживим, да се туризам развија без угрожавања корала.
- Заштита обала – гребени физички штите обалу од таласа током невремена. Осим тога, спречавају ерозију тла, поплаве и уништавања материјалне имовине на обали, чиме се штеде значајна новчана средства.[20]

## Угроженост коралних гребена
Сви морски организми који који имају кречњачке скелетне делове користе карбонатни јон за изградњу скелета који им је једино доступан у форми: 
Глобално загревање које је узело маха у свим областима и сферама живота, показало је своје негативне ефекте и у мору. Један од гасова који доприносе глобалном загревању је угљен-диоксид CO2, који је у гасовитом облику, али у води се раствара и гради угљену киселину:
Разни су начини да се повећава количина 2 у ваздуху, а неминовно и у океанима. Како се повећава ниво водоникових јона услед једноставне хемијске реакције, повећава се и киселост, али долази и до још једне, кључне у овом случају реакције, а то је:
Закључак је да се повећавањем концентрације водоникових јона у води, уклања једина доступна форма угљениковог једињења за корале, тј. карбонатни јон, чиме ови организми немају материјал да граде своје љуштуре. Такође, велике количине енергије троше да би се дошли до слободног карбонатног јона, а онда немају хране да граде своје тело, те остају мањих димензија, а истовремено и лак плен. 
Према неким истраживањима, број коралних гребена је у последњих тридесет година преполовљен, што је алармантно. Последице ће бити несагледиве не само по морски живот, већ и морске обале као и за локалне заједнице које живе од мора. Претпоставка је да ће до 2100. године киселост мора бити 170 пута већа него што је то било пре индустријске револуције. 

## Решење
Једно од предложених решења за заштиту корала, било је од једне студенткиње која је дизајнирала вештачки корал. Наиме, корал који се убаци међу колоније је дизајниран тако да полако испушта хемијска једињења која ће се ослобађати у води и вршити реакцију неутрализације, тачније повећаваће pH вредност, чиме ће доступна количина угљене киселине бити довољна да се корали опораве и наставе нормално своје животне процесе. Постоје подаци који указују на то да ће, ако се настави са загађивањем, овим темпом, корали могли у потпуности нестати до 2100. године. Последице су несагледиве.